# Liste von Abkürzungen (Basketball)
Folgender Artikel ist ein Verzeichnis aller Abkürzungen, die zu Erfassung von Statistiken dienen.

## Durchschnittsstatistiken
Folgende Abkürzungen werden zur Erfassung von Statistiken mehrerer Spiele genutzt:
| Abkürzung | Statistikwert                           |
| --------- | --------------------------------------- |
| Spiele    | absolvierte Spiele                      |
| Starts    | absolvierte Spiel in der Startformation |
| MPG       | Minuten pro Spiel                       |
| FG%       | Trefferquote                            |
| 3P%       | 3-Punkte-Trefferquote                   |
| FT%       | Freiwurf-Trefferquote                   |
| OFF       | Offensivrebounds pro Spiel              |
| DEF       | Defensivrebounds pro Spiel              |
| RPG       | Rebounds Gesamt pro Spiel               |
| APG       | Assists pro Spiel                       |
| SPG       | Steals pro Spiel                        |
| BPG       | Blocks pro Spiel                        |
| TO        | Turnover (Ballverluste) pro Spiel       |
| PF        | Fouls pro Spiel                         |
| PPG       | Punkte pro Spiel                        |

## Einzelspielstatistiken
Folgende Abkürzungen werden zur Erfassung von Statistiken eines einzelnen Spiels genutzt:
| Abkürzung | Statistikwert                        |
| --------- | ------------------------------------ |
| MIN       | Minuten gespielt                     |
| FGM-A     | Wurftreffer/Wurfversuche             |
| 3PM-A     | 3-Punktetreffer/3-Punktewurfversuche |
| FTM-A     | Freiwurftreffer/Freiwurfversuche     |
| OFF       | Offensivrebounds                     |
| DEF       | Defensivrebounds                     |
| REB       | Gesamt Rebounds                      |
| AST       | Assists                              |
| ST        | Steals                               |
| BLK       | Blocks                               |
| TO        | Turnover (Ballverluste)              |
| PF        | Fouls                                |
| PTS       | Punkte                               |

## Teamabkürzungen (NBA)
In der NBA Sind folgende Abkürzungen der Teams verbreitet:
| Abkürzung | Teamname               |
| --------- | ---------------------- |
| ATL       | Atlanta Hawks          |
| BOS       | Boston Celtics         |
| BKN       | Brooklyn Nets          |
| CHA       | Charlotte Hornets      |
| CHI       | Chicago Bulls          |
| CLE       | Cleveland Cavaliers    |
| DAL       | Dallas Mavericks       |
| DEN       | Denver Nuggets         |
| DET       | Detroit Pistons        |
| GSW       | Golden State Warriors  |
| HOU       | Houston Rockets        |
| IND       | Indiana Pacers         |
| LAC       | Los Angeles Clippers   |
| LAL       | Los Angeles Lakers     |
| MEM       | Memphis Grizzlies      |
| MIA       | Miami Heat             |
| MIL       | Milwaukee Bucks        |
| MIN       | Minnesota Timberwolves |
| NOP       | New Orleans Pelicans   |
| NYK       | New York Knicks        |
| OKC       | Oklahoma City Thunder  |
| ORL       | Orlando Magic          |
| PHI       | Philadelphia 76ers     |
| PHX       | Phoenix Suns           |
| POR       | Portland Trail Blazers |
| SAC       | Sacramento Kings       |
| SAS       | San Antonio Spurs      |
| TOR       | Toronto Raptors        |
| UTA       | Utah Jazz              |
| WAS       | Washington Wizards     |